# André Corvington
Marie-Charles-André Corvington, plus simplement appelé André Corvington, né le 19 novembre 1877 aux Cayes et mort le 13 décembre 1918 à Metz, est un médecin et escrimeur olympique franco-haïtien.
Corvington servit dans l'armée française au cours de la Première Guerre mondiale, et mourut un mois après l'armistice des suites d'une maladie contractée en service, qui lui vaut sa qualité de mort pour la France. Il a reçu, à titre posthume, le grade de Chevalier de la Légion d'honneur.

## Biographie

### Jeunes années
Corvington naît aux Cayes, dans le Sud d'Haïti. Il est le fils d'Edmond Corvington, un avocat, et de Mélicie Corvington, née Mallet. La famille s'installe à Paris, aussi, il poursuit ses études en France et se révèle être un élève brillant, premier prix de rhétorique de l'école préparatoire Sainte-Barbe à dix-sept ans. Il décroche un baccalauréat lettres-philosophie en 1896 et entame des études de médecine pour lesquelles il est reçu docteur en 1904. 1906 est l'année de sa naturalisation française. Passé son service militaire, il élit domicile à Épernay et se marie en 1910.
Parallèlement, il devient un pionnier de l'olympisme Haïtien. Il est l'un des deux représentants de la République haïtienne aux Jeux de Paris en 1900 (avec Léon Thiércelin, aussi escrimeur ; un troisième, Constantin Henriquez, dispute également les Jeux, mais sous les couleurs de l'équipe de France de rugby à XV). Tous trois sont les premiers athlètes haïtiens de l'Histoire aux Jeux olympiques, quatorze ans avant la fondation du comité olympique haïtien et vingt-quatre ans avant la reconnaissance internationale de ce comité, ouvrant la participation à d'autres athlètes du pays. Âgé de seulement vingt-deux ans, il est l'un des plus jeunes concurrents de l'épreuve, et atteint une anecdotique trente-cinquième place finale. Il ne peut prendre part aux Jeux suivants.

### La Première Guerre mondiale

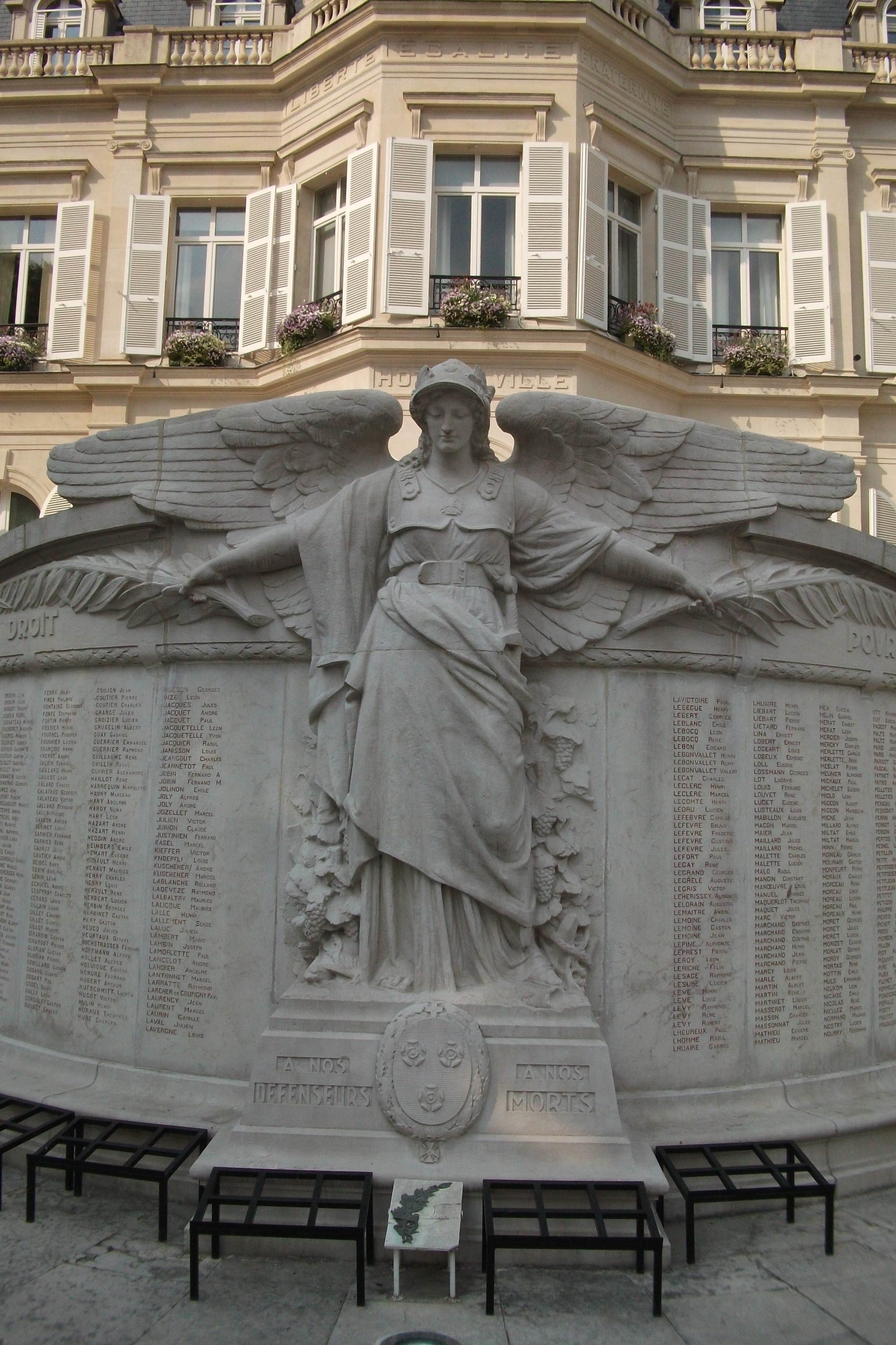
Le monument aux morts de la ville d'Épernay, où figure le nom de "Marie" Corvington.

Corvington fut mobilisé le 3 août 1914, date de la déclaration de guerre allemande contre la France et affecté aux ambulances de l'armée française avec le grade de médecin-major de première classe. Corvington servit tout au long du conflit dans plusieurs divisions de l'armée de terre, l'infanterie (55e DI, 141e RI et 82e RI), les chasseurs à pied (66e BCP), peut-être la Garde républicaine, ainsi que dans des hôpitaux militaires et l'ambulance chirurgicale.
En service, Corvington tombe gravement malade, victime des conditions d'hygiènes déplorables des hôpitaux militaires. La maladie l'emporte en décembre 1918, un peu plus d'un mois après l'armistice du 11 novembre mettant fin au conflit. Sa mort étant liée à la guerre, il est considéré mort pour la France. Dès le 8 avril 1919, il est décoré Chevalier de la Légion d'honneur, à titre posthume, par décret du ministre de la guerre Georges Clemenceau. Sa veuve, Marguerite-Louise Chamerois, reçut le brevet seulement quatre ans plus tard, en mai 1923.

## Publications
- André Corvington, Contribution à l'étude des abcès du foie chez l'enfant, Paris, 1904 (BNF 36868678)